# Prins Suriya
Prins Suriya (Sua) was de kleinzoon van koning Ong Boun van het koninkrijk Vientiane. Hij was regent van het koninkrijk Luang Prabang vanaf de dood van koning Sukaseum op 23 september 1850 tot aan het arriveren van koning Tiantha in januari 1851.
Voor zover bekend had hij 1 zoon: Prins (Sadet Chao) Arugama (No Kham)